# Clepsis
Clepsis är ett släkte av fjärilar som beskrevs av Achille Guenée 1845. Clepsis ingår i familjen vecklare.

## Bildgalleri

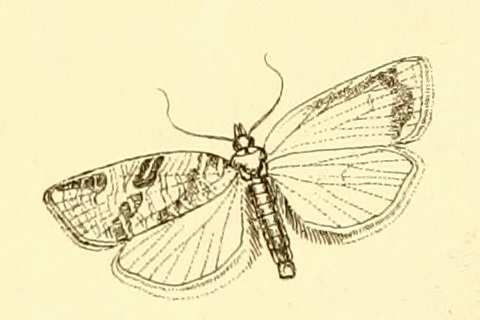
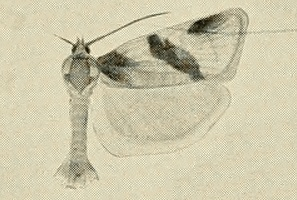
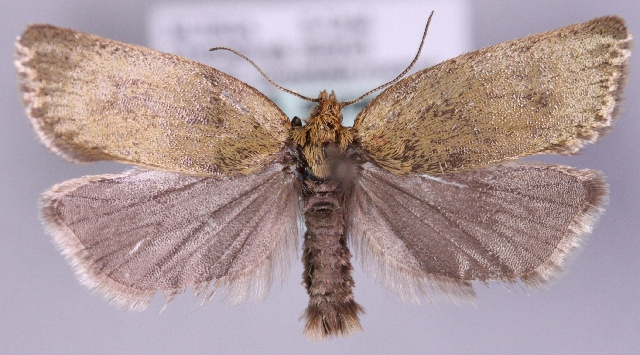
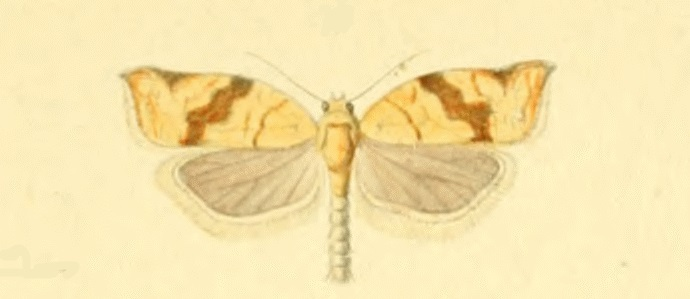
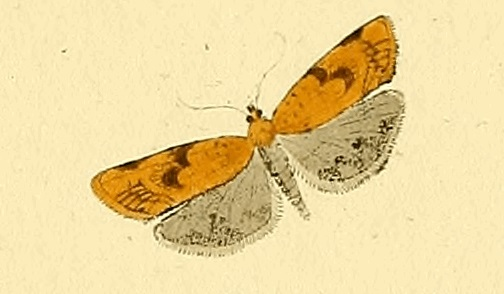

## Dottertaxa tillClepsis, i alfabetisk ordning[1][2]
- Clepsis aba
- Clepsis acclivana
- Clepsis aerosana
- Clepsis agenjoi
- Clepsis algidana
- Clepsis aliana
- Clepsis altaica
- Clepsis altaiensis
- Clepsis altitudinarius
- Clepsis angulana
- Clepsis antigona
- Clepsis asphodilana
- Clepsis austriaca
- Clepsis balcanica
- Clepsis betulifoliana
- Clepsis biustulana
- Clepsis blandana
- Clepsis bracatana
- Clepsis burgasiensis
- Clepsis busckana
- Clepsis caesareana
- Clepsis callimachana
- Clepsis canariensis
- Clepsis caprana
- Clepsis celsana
- Clepsis chishimana
- Clepsis chrysitana
- Clepsis cinnamomeana
- Clepsis clemensiana
- Clepsis conigerana
- Clepsis consimilana
- Clepsis coriacanus
- Clepsis costana
- Clepsis crinis
- Clepsis crispinana
- Clepsis culmana
- Clepsis danilevskyi
- Clepsis delibatana
- Clepsis districta
- Clepsis dohrniana
- Clepsis dorana
- Clepsis dumicolana
- Clepsis eatoniana
- Clepsis enervis
- Clepsis epiclintes
- Clepsis eura
- Clepsis fallaciana
- Clepsis fatiloqua
- Clepsis finitima
- Clepsis firthana
- Clepsis flavana
- Clepsis flavidana
- Clepsis fluxana
- Clepsis forbesi
- Clepsis fragariana
- Clepsis fucana
- Clepsis fucosana
- Clepsis fuliginosana
- Clepsis fuscana
- Clepsis gelidana
- Clepsis gemina
- Clepsis gerasimovi
- Clepsis glaucana
- Clepsis gnomana
- Clepsis granadanus
- Clepsis helvolana
- Clepsis hissarica
- Clepsis hohuanshanensis
- Clepsis humana
- Clepsis iberica
- Clepsis idana
- Clepsis illustrana
- Clepsis imitator
- Clepsis inconditana
- Clepsis ingenua
- Clepsis insignata
- Clepsis insulata
- Clepsis intermedia
- Clepsis invexana
- Clepsis jinboi
- Clepsis kearfotti
- Clepsis ketmenana
- Clepsis khola
- Clepsis labatiana
- Clepsis larseni
- Clepsis latiorana
- Clepsis laxa
- Clepsis leptograpta
- Clepsis levidensa
- Clepsis lindebergi
- Clepsis liotoma
- Clepsis liratana
- Clepsis listerana
- Clepsis liverana
- Clepsis luctuosana
- Clepsis lusana
- Clepsis mactana
- Clepsis mehli
- Clepsis melaleucanus
- Clepsis melissa
- Clepsis micromys
- Clepsis misgurna
- Clepsis modeeriana
- Clepsis moeschleriana
- Clepsis monticolana
- Clepsis naucinum
- Clepsis neglectana
- Clepsis nervosana
- Clepsis noseropis
- Clepsis nuristana
- Clepsis nybomi
- Clepsis oblimatana
- Clepsis obliterana
- Clepsis obscura
- Clepsis opinabilis
- Clepsis owadai
- Clepsis palaestinensis
- Clepsis pallidana
- Clepsis penetralis
- Clepsis peregrinana
- Clepsis persicana
- Clepsis persimilana
- Clepsis phaeana
- Clepsis placida
- Clepsis plumbeolana
- Clepsis posticana
- Clepsis powelli
- Clepsis praeclarana
- Clepsis productana
- Clepsis pulverana
- Clepsis quinquemaculana
- Clepsis rasilis
- Clepsis razowskii
- Clepsis reticulata
- Clepsis retiferana
- Clepsis rhombicana
- Clepsis rogana
- Clepsis roganodes
- Clepsis rolandriana
- Clepsis rurinana
- Clepsis rusticana
- Clepsis salebrosa
- Clepsis sarthana
- Clepsis schreberiana
- Clepsis seclusa
- Clepsis semialbana
- Clepsis semiana
- Clepsis semifuscana
- Clepsis senecionana
- Clepsis sescuplana
- Clepsis severana
- Clepsis siciliana
- Clepsis simonyi
- Clepsis soriana
- Clepsis spectrana
- Clepsis spirana
- Clepsis staintoni
- Clepsis steineriana
- Clepsis stramineana
- Clepsis strigana
- Clepsis striolana
- Clepsis subcostana
- Clepsis substrigana
- Clepsis tannuolana
- Clepsis tetraplegma
- Clepsis translucida
- Clepsis trileucana
- Clepsis trivia
- Clepsis truculenta
- Clepsis uhagoni
- Clepsis unicolorana
- Clepsis unifasciana
- Clepsis wassiana
- Clepsis victoriana
- Clepsis vinculana
- Clepsis violacea
- Clepsis virescana
- Clepsis vittata
- Clepsis xylotoma
- Clepsis yakutica
- Clepsis zelleriana
- Clepsis zeuglodon